# Balkán
Balkán (chorvatsky, bosensky, srbsky a turecky Balkan, rumunsky Balcani, srbsky, makedonsky a bulharsky Балкан, albánsky Ballkan, řecky Βαλκάνια) je geografický a historický název území na Balkánském poloostrově ležícím v jihovýchodní Evropě s různými geografickými a historickými definicemi. Region je pojmenován podle balkánských hor, které se táhnou celým Bulharskem. Balkánský poloostrov omývá Jaderské moře na severozápadě, Jónské moře na jihozápadě, Egejské moře na jihu, turecké úžiny na východě a Černé moře na severovýchodě. Severní hranice poloostrova je vymezena různě. Nejvyšším bodem Balkánu je Musala (2 925 metrů) v pohoří Rila v Bulharsku.
Koncept Balkánského poloostrova vytvořil německý geograf August Zeune v roce 1808, který mylně považoval balkánské hory za dominantní horský systém jihovýchodní Evropy rozprostírající se od Jaderského moře po Černé moře. Termín Balkánský poloostrov byl v 19. století synonymem pro Rumélii – části Evropy, které byly v té době provinciemi Osmanské říše. Šlo o geopolitickou definici spíše než geografickou, která byla dále prosazována při vytváření Království Jugoslávie na počátku 20. století. Definice přirozených hranic Balkánského poloostrova se neshoduje s technickou definicí poloostrova; proto moderní geografové odmítají myšlenku balkánského poloostrova, zatímco historici obvykle diskutují o Balkáně jako o regionu. Termín získal stigmatizovaný a pejorativní význam související s procesem balkanizace, který pochází z období rozpadu balkánské části osmanské říše na malé nezávislé národní státy. Používá se obvykle ve významu rozpadu, roztříštěnosti, rozštěpení a nestability. Alternativní termín používaný pro region je jihovýchodní Evropa.
Hranice Balkánu jsou kvůli mnoha protichůdným definicím sporné. Neexistuje žádná univerzální dohoda o složkách regionu. Termín podle většiny definic plně zahrnuje Albánii, Bosnu a Hercegovinu, Bulharsko, Řecko, Kosovo, Černou Horu, Severní Makedonii, evropské Turecko, většinu Srbska a velké části Chorvatska. Někdy tento pojem zahrnuje také Rumunsko a jižní části Maďarsko, Moldavsko a Slovinska. Itálie, ačkoli podle některých definic má malou část svého území (provincie Terst) na poloostrově, není obvykle k Balkánu řazena.

## Definice a hranice

Mapa balkánského poloostrova podle definice linie Dunaj-Sáva-Kupa

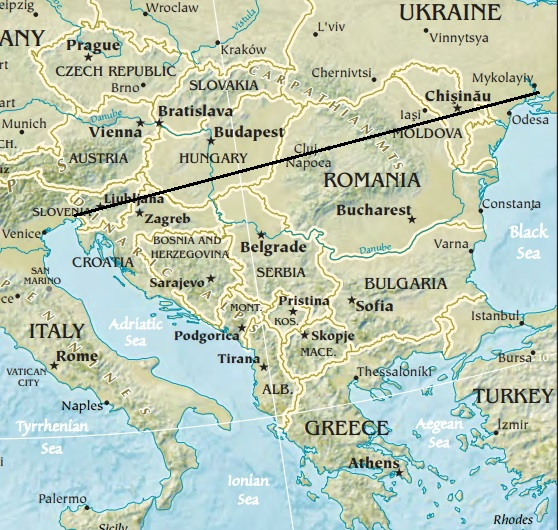
Mapa Balkánského poloostrova podle definice linie Jaderské-Černé moře

### Balkánský poloostrov
Balkánský poloostrov je ohraničen Jaderským mořem na západě, Středozemním mořem (včetně Jónského a Egejského moře) a Marmarským mořem na jihu a Černým mořem na východě. Jeho severní hranice je často uváděna jako řeky Dunaj, Sáva a Kupa. Balkánský poloostrov má celkovou rozlohu asi 470 000 km² (o něco menší než Španělsko). Je víceméně identický s regionem známým jako jihovýchodní Evropa.
Itálie v současné době zaujímá malou oblast kolem Terstu, která je podle některých starších definic považována za součást Balkánského poloostrova. Nicméně, regiony Terst a Istrie nejsou italskými geografy obvykle považovány za součást Balkánu kvůli jejich definici Balkánu, která omezuje jeho západní hranici k řece Kupa.

### Balkán
Hranice Balkánu jsou kvůli mnoha protichůdným definicím sporné. Neexistuje žádná univerzální dohoda o složkách regionu. Termín podle většiny definic plně zahrnuje Albánii, Bosnu a Hercegovinu, Bulharsko, Řecko, Kosovo, Černou Horu, Severní Makedonii, evropské Turecko a velkou část Chorvatska a Srbska. Někdy tento pojem zahrnuje také Rumunsko a jižní části Slovinska. Itálie, ačkoli podle některých definic má malou část svého území na poloostrově, je obecně vyloučena.
Pro region se také používá termín jihovýchodní Evropa s různými definicemi. Jednotlivé balkánské státy lze také považovat za součást jiných regionů, včetně jižní Evropy, východní Evropy a střední Evropy. Turecko, včetně jeho evropského území, je obecně zahrnuto v západní Asii nebo na blízkém východě.

### Západní Balkán

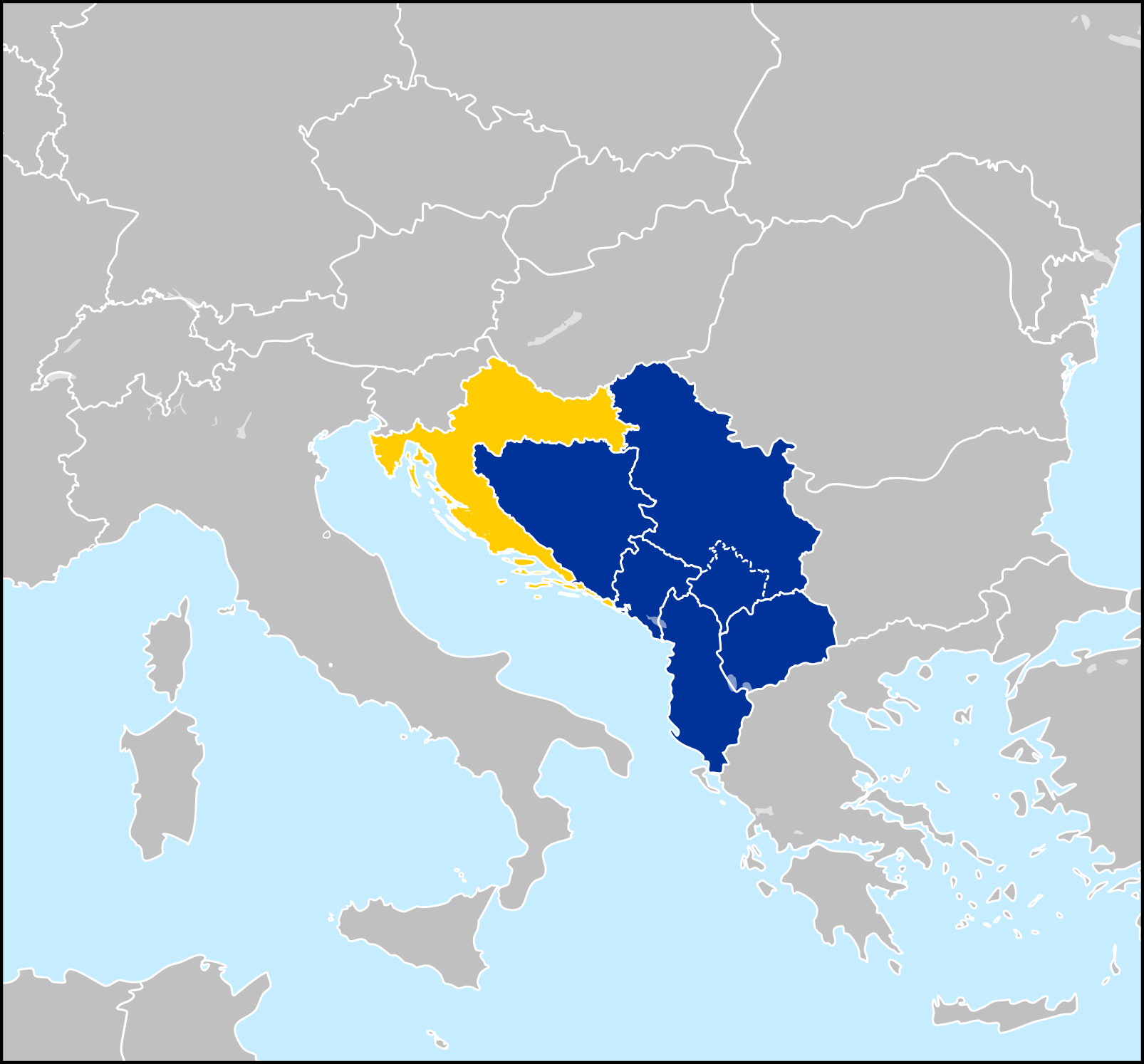
Země západního balkánu – Albánie, Bosna a Hercegovina, Chorvatsko, Kosovo, Černá Hora, Severní Makedonie a Srbsko. Chorvatsko (žlutě) vstoupilo do EU v roce 2013

Západní Balkán je politický neologismus vytvořený na počátku 90. let 20. století k označení Albánie a území bývalé Jugoslávie, kromě Slovinska. Oblast západního Balkánu je označována výhradně v panevropském mluvě a odpovídá zhruba na území Dinárských Alp.
Instituce Evropské unie obecně používaly pojem Západní Balkán ve významu balkánského prostoru, který zahrnuje země, které nejsou členy Evropské unie, zatímco jiné se odvolávají na geografické aspekty. Každá z těchto zemí má za cíl být součástí budoucího rozšíření Evropské unie a dosažení demokratických a transmisních hodnot, ale do té doby budou silně propojeny s předunijním vyčkávacím programem Středoevropská dohoda o volném obchodu. Chorvatsko, které je považováno za součást západního Balkánu, vstoupilo do EU v červenci 2013.

### Kritika geografického vymezení

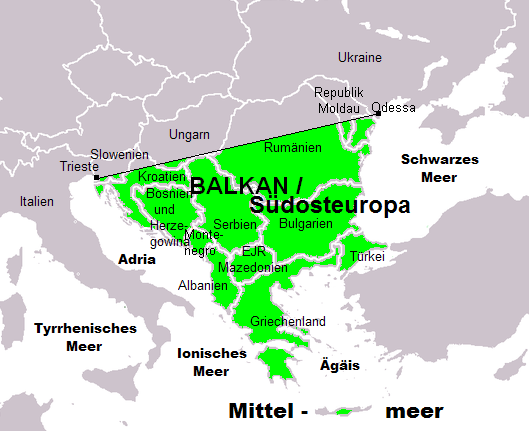
Alternativní vymezení Balkánu linií Terst-Oděsa.

Tento termín je kritizován za to, že má spíše geopolitický než geografický význam a definici jako multietnické a politické oblasti v jihovýchodní části Evropy. Geografický termín poloostrova definuje, že vodní hranice musí být delší než pevnina, přičemž pevnina je nejkratší část v trojúhelníku, ale to není případ Balkánského poloostrova. Východní i západní vodní odvěsna z Oděsy k mysu Matapan (asi 1230–1350 km) a z Terstu k mysu Matapan (asi 1270–1285 km) jsou kratší než suchozemské odvěsny z Terstu do Oděsy (asi 1330–1365 km). Území má příliš širokou linii spojenou s kontinentem na to, aby mohla být technicky prohlášena za poloostrov – Štětín (920 km) a Rostock (950 km) u Baltského moře jsou blíže Terstu než Oděsa, přesto se nepovažuje za další evropský poloostrov. Od konce 19. a počátku 20. století není v literatuře známo, kde přesně je severní hranice mezi poloostrovem a zbytkem kontinentu, s problémem, zda jsou řeky vhodné pro její definici. Ve studiích se často vyhýbají řešení přirozených hranic Balkánu, zejména severní hranice, což považuje André Blanc v Geografii Balkánu (1965) za „obtížný problém“, zatímco John Lampe a Marvin Jackman v Balkan Economic History (1971) poznamenal, že „moderní geografové asi souhlasí s odmítnutím staré myšlenky Balkánského poloostrova“. Dalším problémem je název, protože balkánské hory, které se většinou nacházejí v severním Bulharsku, nedominují regionu délkou a rozlohou jako Dinárské Alpy. Za eventuální Balkánský poloostrov lze považovat území jižně od balkánských hor, s možným názvem „Řecko-albánský poloostrov.“ Termín ovlivnil význam jihovýchodní Evropy, která opět není správně definována geografickými faktory, ale historickými hranicemi Balkánu.
Chorvatští geografové a akademici velmi kritizují začlenění Chorvatska do širokého geografického, společensko-politického a historického kontextu Balkánu, zatímco neologismus západního Balkánu je evropskými politickými mocnostmi vnímán jako ponížení Chorvatska. Podle M. S. Altiće má tento termín dva různé významy, „geografický, nakonec nedefinovaný, a kulturní, extrémně negativní a v poslední době silně motivovaný současným politickým kontextem“. V roce 2018 prezidentka Chorvatska Kolinda Grabarová Kitarovičová uvedla, že je třeba se vyhnout používání termínu „západní Balkán“, protože neznamená pouze zeměpisnou oblast, ale také negativní konotace, a místo toho musí být vnímán a nazýván jako jihovýchodní Evropa, protože je součástí Evropy.
Slovinský filozof Slavoj Žižek řekl o definici
Tento alibismus nás staví před první z mnoha paradoxů týkajících se Balkánu: jeho geografické vymezení nebylo nikdy přesné. Je to, jako by člověk nikdy nemohl dostat definitivní odpověď na otázku: „Kde to začíná?“ Pro Srby to začíná tam dole v Kosovu nebo v Bosně, kde brání křesťanskou civilizaci proti této části Evropy. Pro Chorvaty to začíná pravoslavným, despotickým, byzantským Srbskem, proti kterému Chorvatsko hájí hodnoty demokratické západní civilizace. Pro Slovince to začíná Chorvatskem a my Slovinci jsme poslední výspou poklidné střední Evropy. U Italů a Rakušanů to začíná Slovinskem, kde začíná vláda slovanských hord. Pro Němce je Rakousko samo kvůli svým historickým souvislostem již poskvrněno balkánskou korupcí a neefektivitou. Pro některé arogantní Francouze je Německo spojováno s balkánskou východní divokostí – až do extrémního případu některých konzervativních Angličanů proti evropské unii, pro něž je implicitně nakonec celá kontinentální Evropa sama, kdo funguje jako druh balkánského tureckého globálního impéria s Bruselem jako novou Konstantinopolí, vrtošivým despotickým centrem ohrožujícím anglickou svobodu a suverenitu. Balkán je tedy vždy ten druhý: leží někde jinde, vždy o kousek víc na jihovýchod, s paradoxem, že když se dostaneme až na samé dno Balkánského poloostrova, zase magicky unikneme z Balkánu. Řecko už není skutečný Balkán, ale kolébka naší západní civilizace.

## Příroda a přírodní zdroje

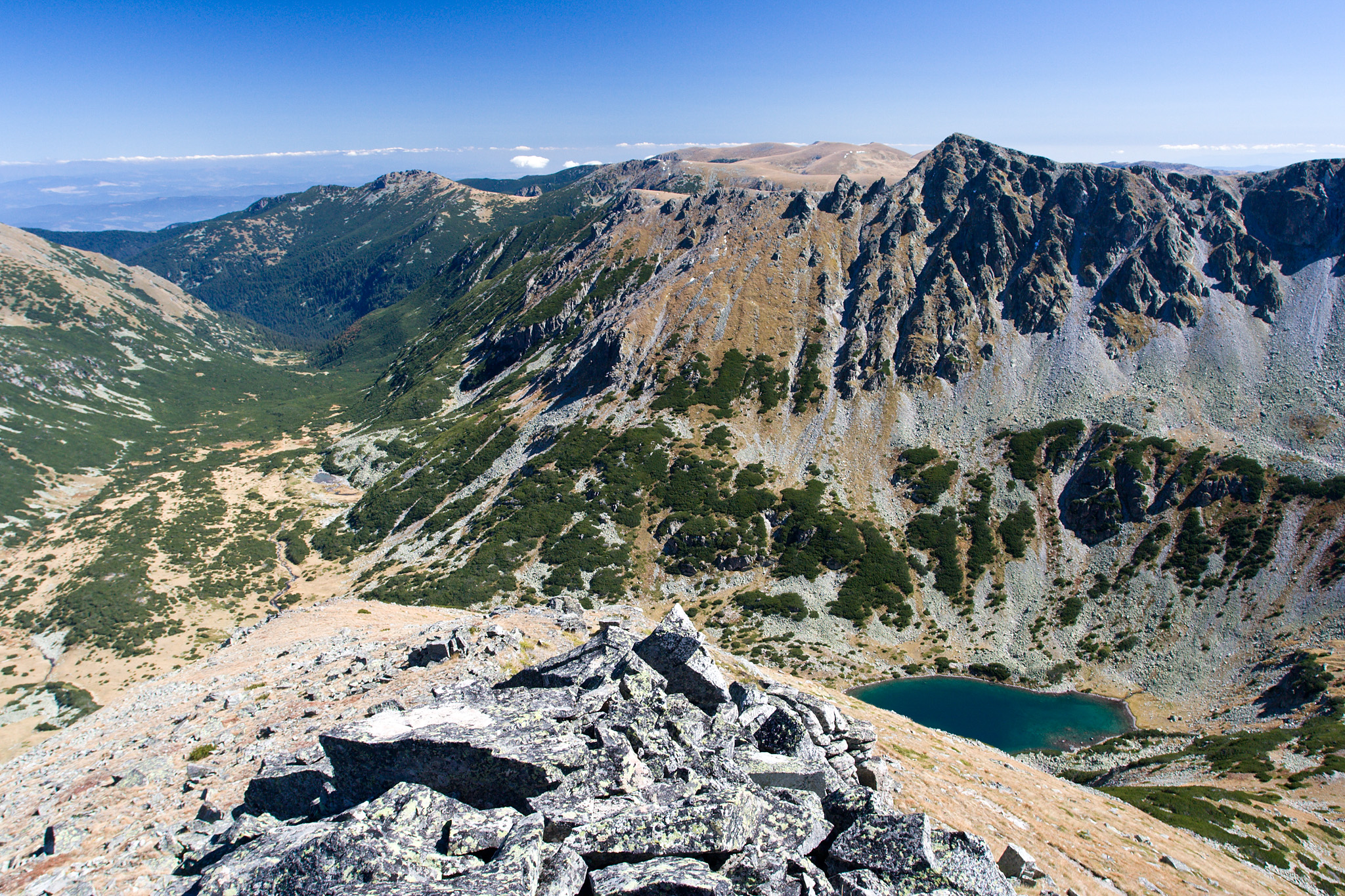
Pohled na Rilu, nejvyšší pohoří Balkánu a jihovýchodní Evropy (2,925 m)

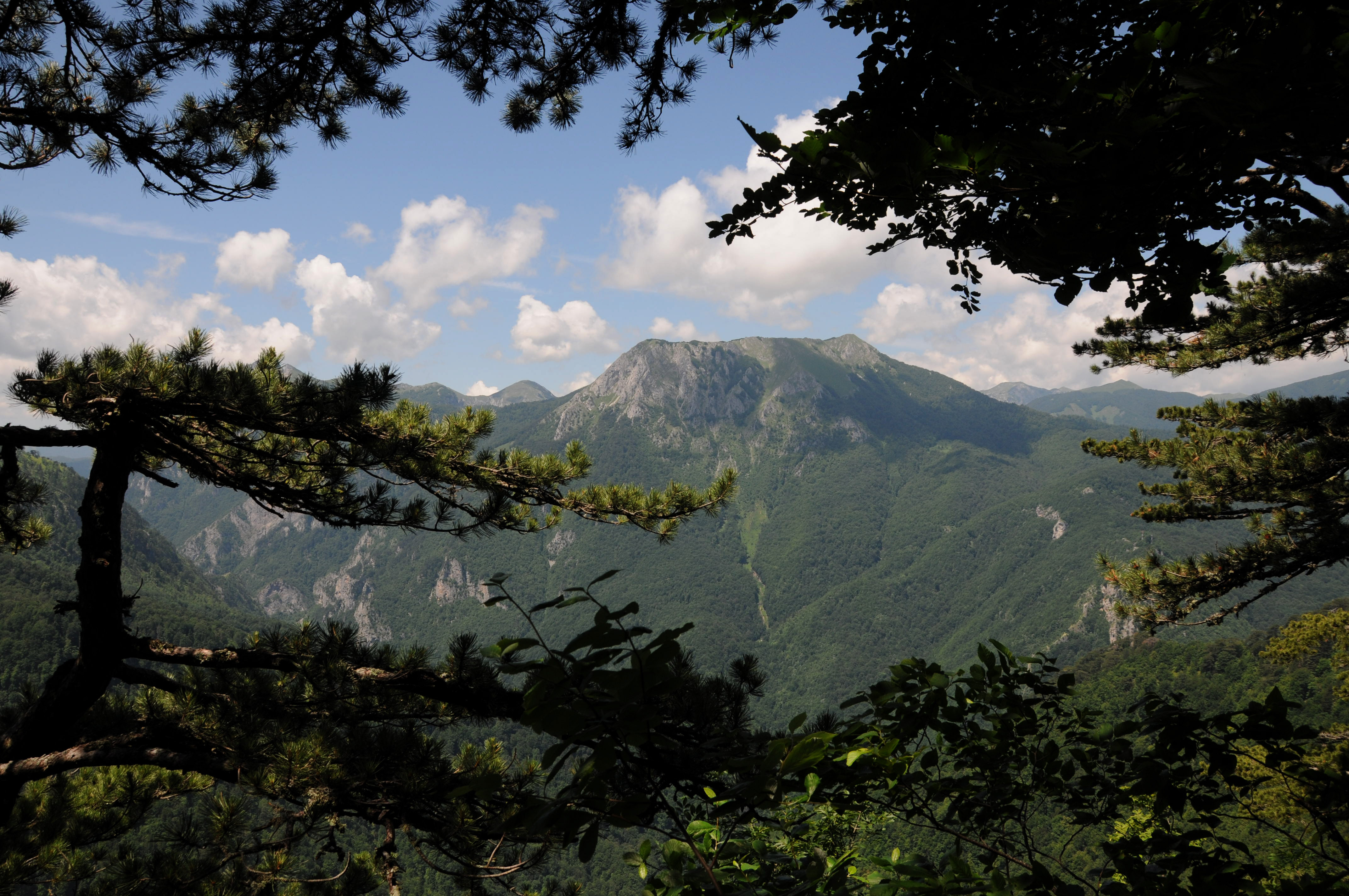
Národní park Sutjeska kde leží Perućica, což je největší prales na Balkáně a jeden z posledních zbývajících v Evropě

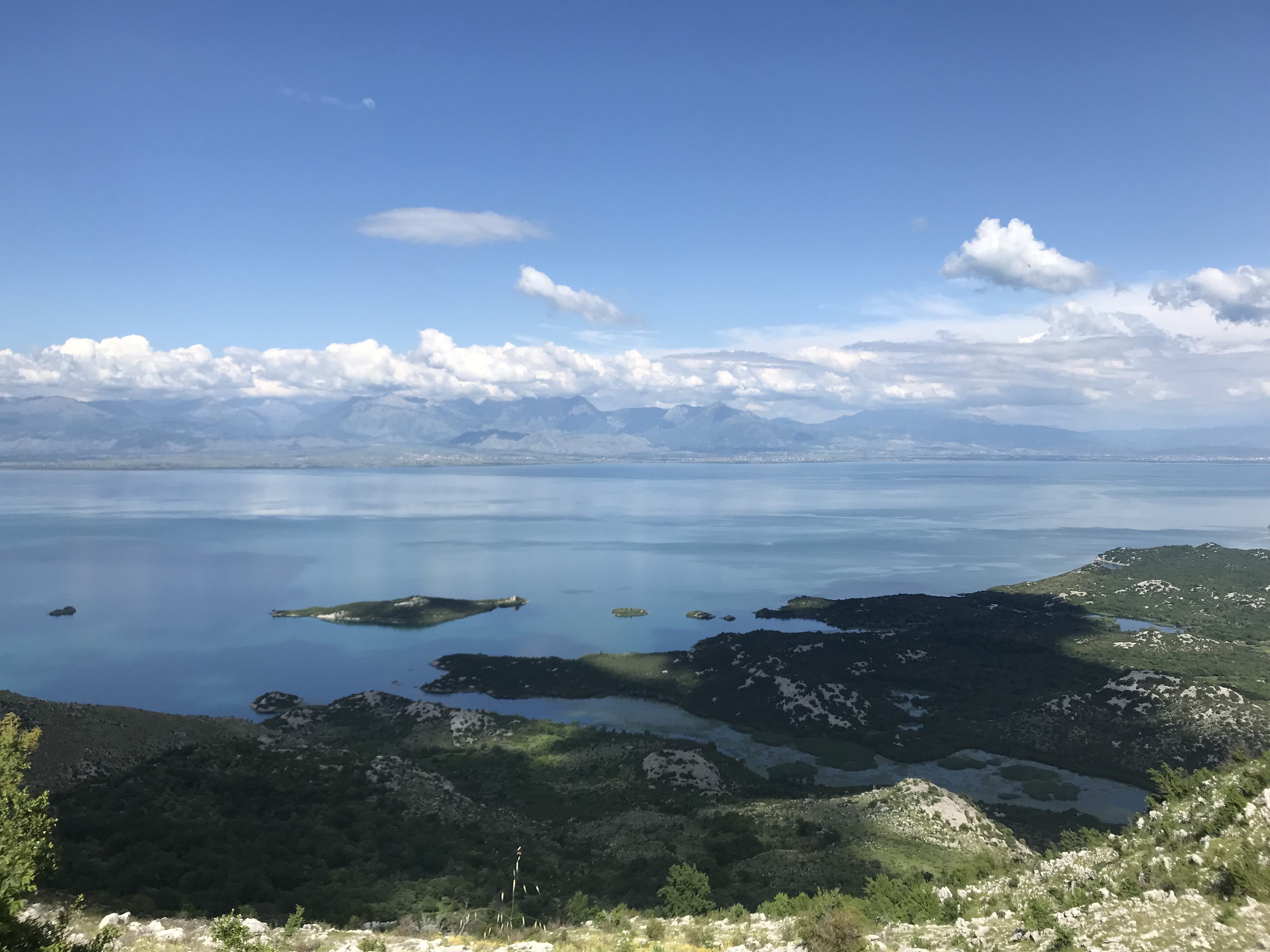
Skadarské jezero je největší jezero na Balkáně a jižní Evropě

Většinu území pokrývají horská pásma táhnoucí se od severozápadu k jihovýchodu. Hlavními pohořími jsou Balkánské hory (bulharsky Stara Planina), táhnoucí se od pobřeží Černého moře v Bulharsku k hranici se Srbskem, masiv Rila-Rodopy v jižním Bulharsku, Dinárské Alpy v Bosně a Hercegovině, Chorvatsku a Černé Hoře, pohoří Korab-Šar planina, které se šíří od Kosova do Albánie a Severní Makedonie, a pohoří Pindos, sahající od jižní Albánie do středního Řecka a albánských Alp, a Alp na severozápadní hranici. Nejvyšším pohořím regionu je Rila v Bulharsku s Musalou (2925 m) jako nejvyšším bodem, druhé Olymp v Řecku s horou Mytikas (2917 m) a pak pohoří Pirin s horou Vichren (2914 m). Krasové pole neboli polje je běžným znakem krajiny.
Na pobřeží jaderského a egejského moře je podnebí středomořské, na pobřeží Černého moře vlhké subtropické a oceánické podnebí a ve vnitrozemí vlhké kontinentální. V severní části poloostrova a na horách jsou zimy mrazivé a zasněžené, zatímco léta horká a suchá. V jižní části jsou zimy mírnější. Vlhké kontinentální klima převládá v Bosně a Hercegovině, severním Chorvatsku, Bulharsku, Kosovu, severní Černé Hoře, Republice Severní Makedonie a ve vnitrozemí Albánie a Srbska. Mezitím další méně běžné podnebí, vlhké subtropické a oceánské podnebí, lze pozorovat na pobřeží Černého moře v Bulharsku a na balkánském Turecku (evropském Turecku). Středomořské klima je vidět na pobřeží Jaderského moře v Albánii, Chorvatsku a Černé Hoře, stejně jako na pobřeží Jónského moře v Albánii a Řecku, kromě egejského pobřeží Řecka a balkánského Turecka (evropské Turecko).
V průběhu staletí byly lesy vykáceny a nahrazeny keři. V jižní části a na pobřeží je stálezelená vegetace. Ve vnitrozemí jsou lesy typické pro střední Evropu (dub a buk, v horách smrky, jedle a borovice). Stromořadí v horách leží ve výšce 1800–2300 m. Země poskytuje stanoviště pro četné endemické druhy, včetně mimořádně hojného hmyzu a plazů, kteří slouží jako potrava pro různé dravce a vzácné supy.
Půdy jsou obecně chudé, s výjimkou plání, kde oblasti s přírodní trávou, úrodnou půdou a teplými léty poskytují příležitost pro orbu. Jinde je obdělávání půdy většinou neúspěšné kvůli horám, horkým létům a chudé půdě, ačkoli některé kultury, jako jsou olivy a hrozny, vzkvétají.
Zdroje energie jsou vzácné, kromě Kosova, kde se nacházejí značná ložiska uhlí, olova, zinku, chrómu a stříbra. Existují i další ložiska uhlí, zejména v Bulharsku, Srbsku a Bosně. V Řecku jsou rozšířená ložiska hnědého uhlí. Vzácné zásoby ropy existují v Řecku, Srbsku a Albánii. Ložiska zemního plynu jsou vzácná. Vodní energie je široce využívána z více než 1000 přehrad. Často neúprosný vítr bóra je také využíván k výrobě energie.
Kovové rudy jsou běžnější než jiné suroviny. Železná ruda je vzácná, ale v některých zemích je značné množství mědi, zinku, cínu, chromitu, manganu, magnezitu a bauxitu. Některé kovy se vyvážejí.

## Historie

### Starověk

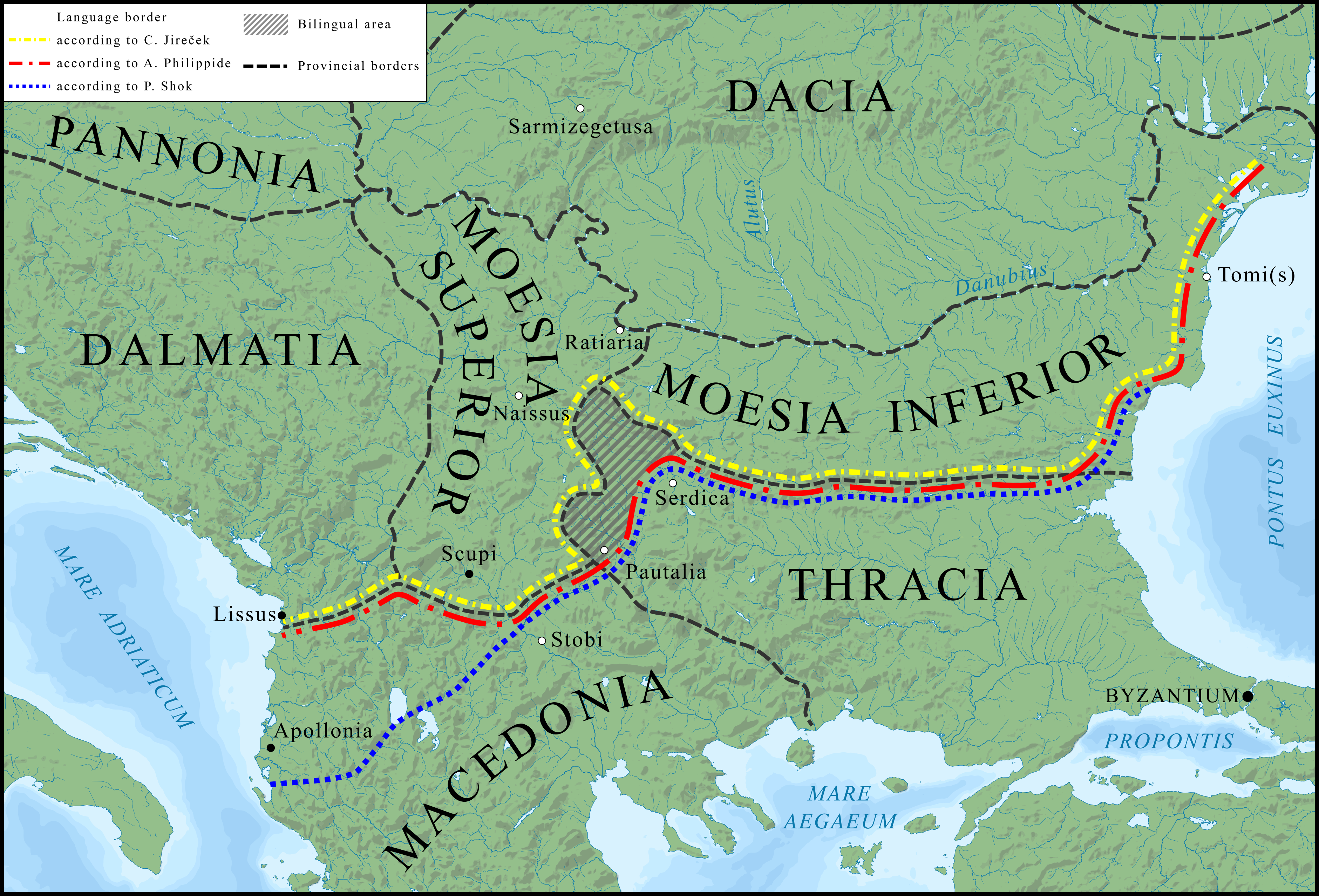
Jirečkova linie

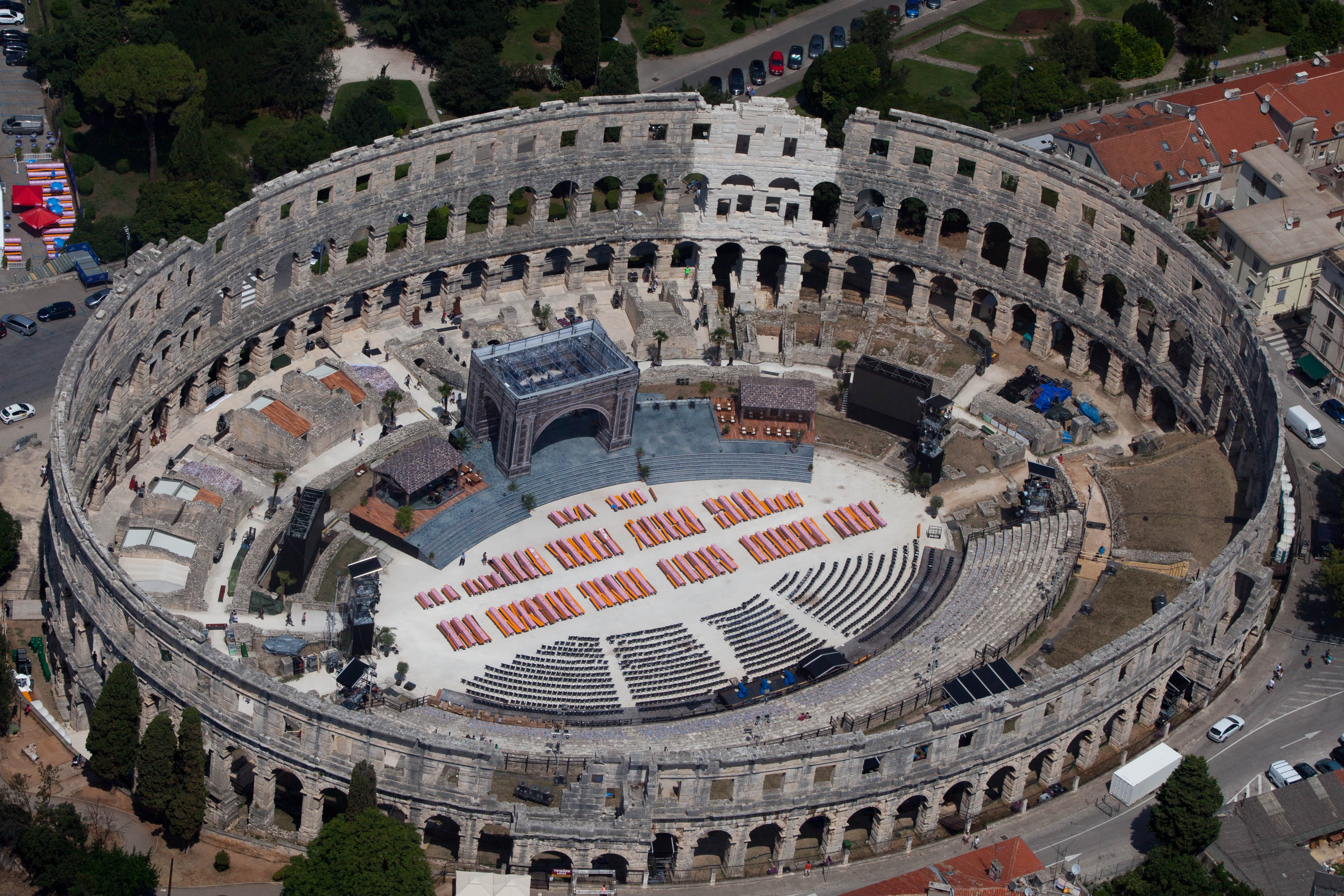
Aréna v Pule, jediný zbývající římský amfiteátr se čtyřmi bočními věžemi a se všemi třemi římskými architektonickými řády zcela zachovanými

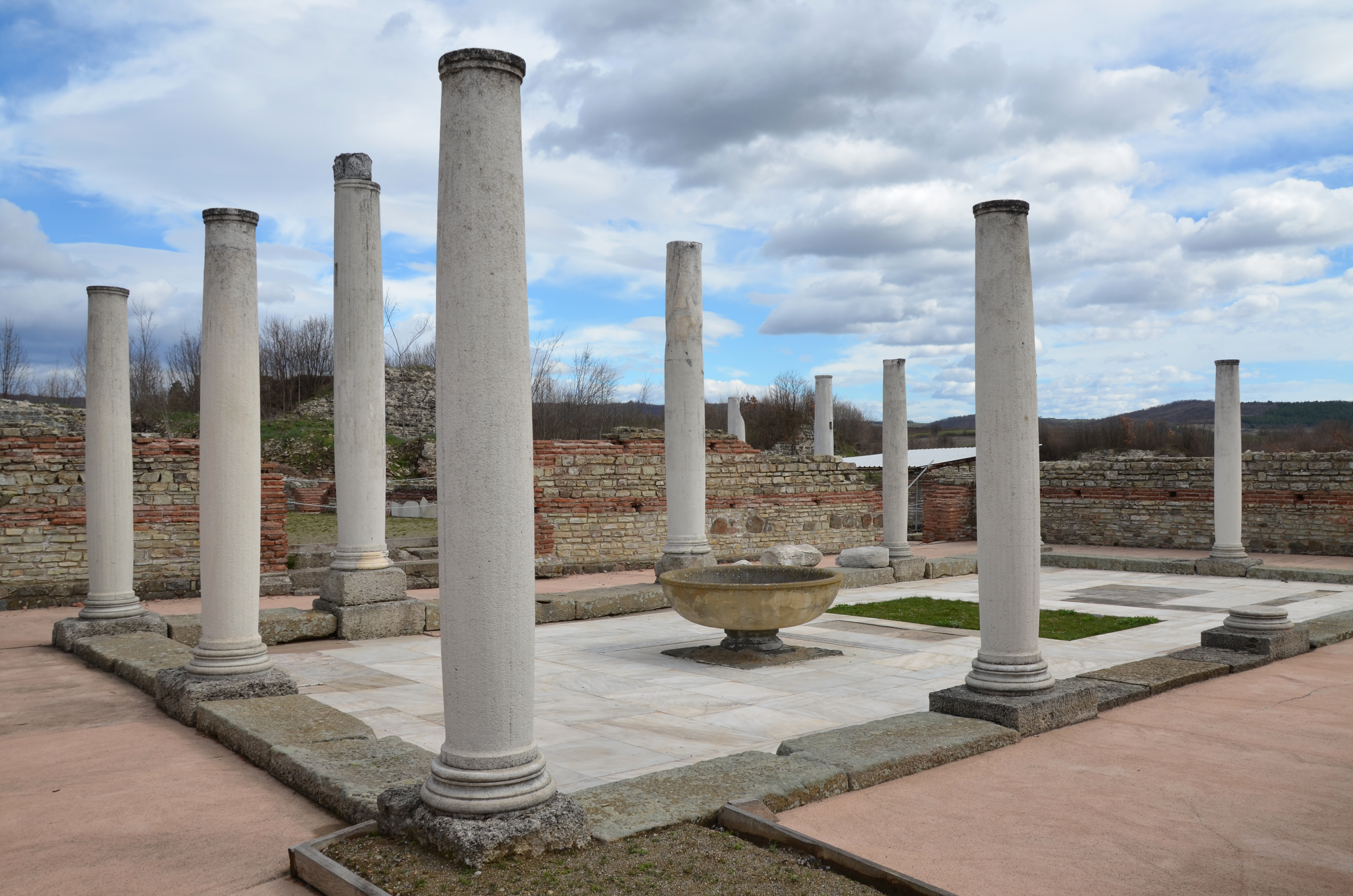
Zbytky císařského paláce Felix Romuliana, který je na seznamu světového dědictví UNESCO

Balkánský region byl první oblastí v Evropě, která zažila příchod zemědělských kultur v době neolitu. Balkán byl osídlen již od paleolitu a je cestou, kterou se zemědělství ze Středního východu rozšířilo do Evropy během neolitu (7. tisíciletí př. n. l.). Postupy pěstování obilí a chovu dobytka se na Balkán dostaly z Úrodného půlměsíce přes Anatolii a rozšířily se na západ a sever do střední Evropy, zejména přes Panonii. V regionu se vyvinuly dva rané kulturní komplexy, Starčevská kultura a kultura Vinča. Balkán je také místem výskytu prvních vyspělých civilizací. Kultura Vinča vyvinula formu protopsaní před Sumery a Mínojci, známou jako staroevropské písmo, zatímco většina symbolů byla vytvořena v období mezi 4500 a 4000 př. n. l., přičemž symboly na hliněných tabulkách z Tărtărie byly dokonce datovány. zpět do doby kolem roku 5300 př. n. l.
Identitě Balkánu dominuje jeho geografická poloha; historicky byla tato oblast známá jako křižovatka kultur. Byl to styčný bod mezi latinskými a řeckými orgány Římské říše, cíl masivního přílivu pohanských Bulharů a Slovanů, oblast, kde se setkávalo ortodoxní a katolické křesťanství, a také místo setkání mezi islámem a křesťanstvím.
Albánština, řečtina a další paleo-balkánské jazyky měly své formativní jádro na Balkáně po indoevropských migracích v regionu. V předklasickém a klasickém starověku byla tato oblast domovem Řeků, Ilyrů, Paeonů, Thráků, Dáků a dalších starověkých skupin. Achajmenovská perská říše začlenila do svých území části Balkánu zahrnující Makedonii, Thrákii, části dnešního Bulharska a černomořskou pobřežní oblast Rumunska mezi koncem šestého a první polovinou pátého století před naším letopočtem. Později dobyla region Římská říše a rozšířila římskou kulturu a latinský jazyk, ale významné části stále zůstaly pod klasickým řeckým vlivem. Jediné paleo-balkánské jazyky, které přežily, jsou albánština a řečtina. Římané považovali Rodopy za severní hranici poloostrova Haemus a stejná hranice platila přibližně pro hranici mezi řeckým a latinským užíváním v regionu (později nazývanou Jirečkova linie). Nicméně velké prostory jižně od Jirečkova linie byly a jsou obývány Vlachy (Arumuni), románsky mluvícími dědici Římské říše.
Bulhaři a Slované přišli v šestém století a začali asimilovat a vytlačovat již asimilované (prostřednictvím romanizace a helenizace) starší obyvatele severního a středního Balkánu. Tato migrace způsobila vznik odlišných etnických skupin mezi jižními Slovany, mezi které patřili Bulhaři, Chorvati a Srbové a Slovinci. Před příchodem Slovanů byly části západního poloostrova domovem Protoalbánců. Včetně měst jako Niš a Štip. To lze dokázat vývojem názvů, například Naissos > Niš a Astibos > Štip se řídí albánskými pravidly fonetického zvuku a vstoupily do slovanského jazyka, což naznačuje, že praalbánsky se mluvilo před slovanskou invazí na Balkán.

### Středověk a raný novověk

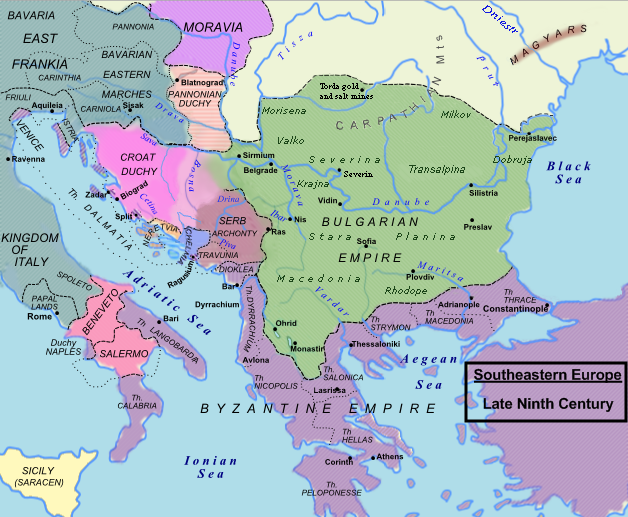
Balkán v roce 850 n. l.

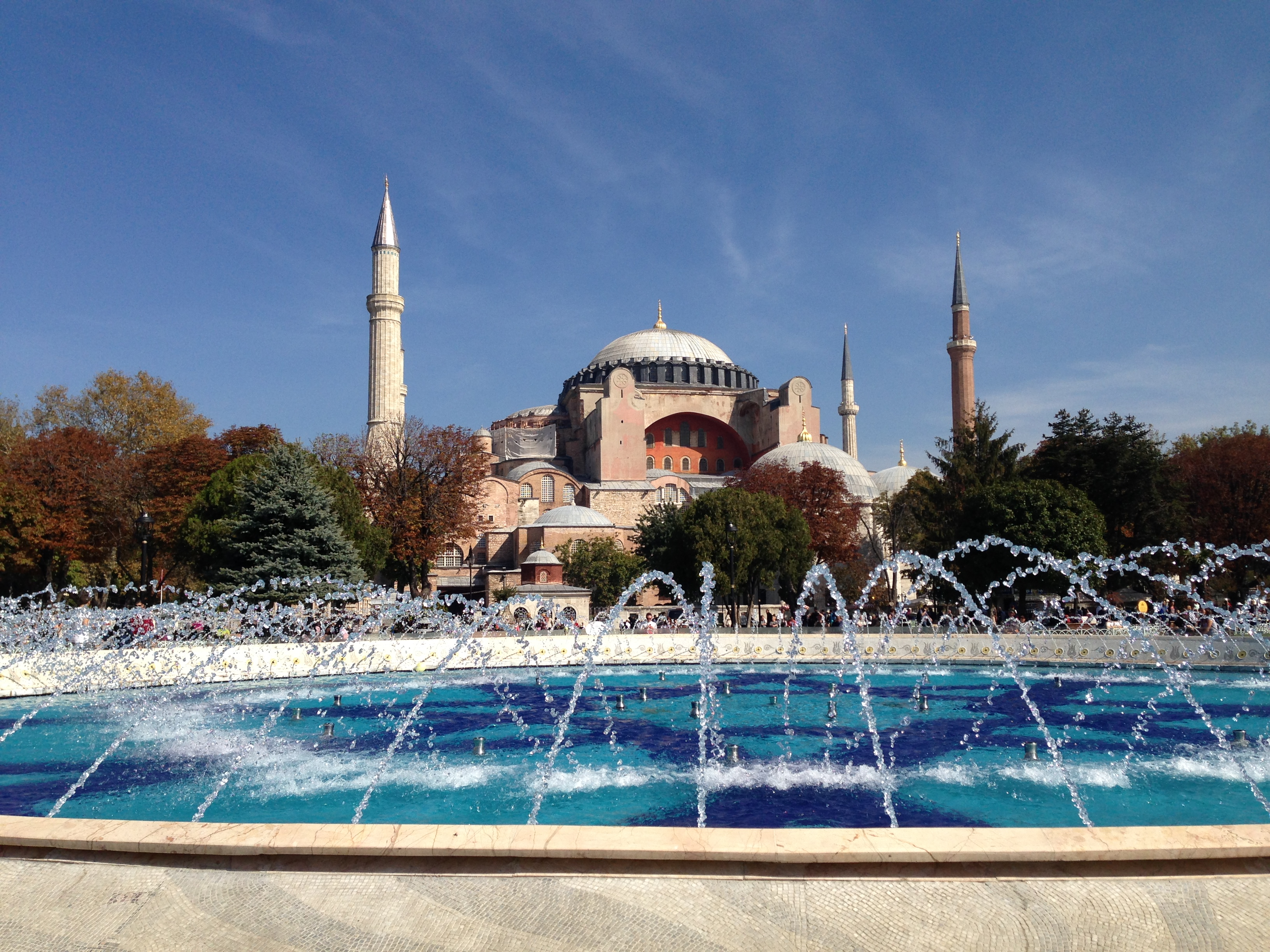
Hagia Sophia, postavená v 6. století Konstantinopoli jako pravoslavná katedrála, později se stala mešitou a poté muzeem. V současnosti je to mešita i muzeum

Pevnost Golubac postavená ve 14. století s výhledem na strategicky důležitou soutěsku Železná vrata byla jednou z mnoha balkánských pevností postavených ve středověku, aby odolávala invazním silám.

Během raného středověku byla dominantním státem v regionu, vojensky i kulturně, Byzantská říše. Její kulturní síla se projevila zvláště ve druhé polovině 9. století, kdy se byzantským věrozvěstům Cyrilu a Metodějovi podařilo rozšířit byzantskou variantu křesťanství na většině Balkánu, kde bylo dříve pohanství. Zpočátku ji přijali Bulhaři a Srbové, o něco později se přidali Rumuni. Naproti tomu Albánci díky své izolaci v horských osadách nebyli šířením křesťanství bezprostředně zasaženi.
Vznik První bulharské říše a neustálé konflikty mezi Byzantskou říší a První bulharskou říší výrazně oslabily byzantskou kontrolu nad Balkánem koncem 10. století. Byzantinci dále ztratili moc na Balkáně po obrodě Bulharů na konci 12. století, kdy vznikla druhá bulharská říše. Po zhroucení druhé bulharské říše se moc byzantské říše prodloužila neschopností Slovanů se sjednotit, což bylo způsobeno častým vzájemným bojem. Bulharsko v první polovině 14. století bylo pak zastíněno novou rostoucí regionální mocí Srbska, která byla výsledkem povstání Stefana Dušana a dobytí velké části Balkánu k vytvoření srbské říše. Srbská a byzantská říše zůstaly dominantními silami v regionu až do příchodu Osmanů o několik desetiletí později.
Osmanská expanze na Bakáně začala ve druhé polovině 14. století, kdy Byzantská říše nadále ztrácela kontrolu nad regionem po několika porážkách s Osmany. V roce 1362 dobyli osmanští Turci Adrianopol (nyní Edirne v Turecku). To byl začátek jejich dobývání Balkánského poloostrova, které trvalo více než století. Státy v této oblasti začaly postupně padat jako Srbsko po bitvě na Kosově poli v roce 1389, Bulharsko v roce 1396, Konstantinopol v roce 1453, Bosna v roce 1463, Hercegovina v roce 1482 a Černá Hora v roce 1499. Dobývání bylo pro Osmany snazší díky existujícím rozporům mezi ortodoxními národy a ještě hlubším rozkolem, který tehdy existoval mezi východními a západními křesťany Evropy.
Albánci pod Skanderbegovým vedením Osmanům (1443–1468) nějakou dobu vzdorovali pomocí partyzánského boje. Skanderbegovy úspěchy, zejména bitva u Albuleny a první obléhání Krujë, mu vynesly slávu po celé Evropě. Osmané si nakonec podmanili téměř celý Balkán a začátkem 16. století dosáhli střední Evropy. Některým menším zemím, jako je Černá Hora, se podařilo udržet určitou autonomii tím, že spravovaly své vlastní vnitřní záležitosti, protože území bylo příliš hornaté na to, aby si je Turci zcela podmanili. Další malou zemí, která si v tomto případě zachovala svou nezávislost, de facto i de jure, byla jadranská obchodní centrála Ragusa (nyní Dubrovník v Chorvatsku).
Do konce 16. století se Osmanská říše stala řídící silou v regionu poté, co expandovala z Anatolie přes Thrákii na Balkán. Mnoho lidí na Balkáně mácsvé největší lidové hrdiny v době buď náporu, nebo ústupu Osmanské říše. Například pro Řeky Konstantin XI. Dragases a Theodoros Kolokotronis; pro Srby Miloš Obilić, car Lazar a Karađorđe Petrović; pro Albánce Skanderbeg; pro etnické Makedonce Nikola Karev a Goce Delčev; za Bulhary Vasil Levski, Georgi Sava Rakovski a Christo Botev a pro Chorvaty Mikuláš Šubič Zrinský.
V posledních několika stoletích, kvůli častým osmanským válkám v Evropě vedených na Balkáně a kolem něj a relativní osmanské izolaci od hlavního proudu ekonomického pokroku (odrážejícího posun obchodního a politického těžiště Evropy směrem k Atlantiku), patřil Balkán mezi nejméně rozvinutou část Evropy. Podle Halila İnalcıka „Populace Balkánu podle jednoho odhadu klesla z 8 milionů na konci 16. století na pouhé 3 miliony v polovině 18. století. Tento odhad je založen na osmanských dokumentárních důkazech.“
Podrobené balkánské národy v 19. století zahájily boj za nezávislost na Osmanské říši, což vyvrcholilo balkánskými válkami v letech 1912–1913. Řecko v roce 1821, Srbsko a Černá Hora v roce 1878, Rumunsko v roce 1881, Bulharsko v roce 1908 a Albánie v roce 1912.

### Nedávná historie

#### Světové války

Politické dějiny Balkánu od roku 1796

V letech 1912–1913 vypukla První balkánská válka, kdy se národní státy Bulharsko, Srbsko, Řecko a Černá Hora spojily v alianci proti Osmanské říši. V důsledku války byla téměř všechna zbývající evropská území Osmanské říše dobyta a rozdělena mezi spojence. Následující události také vedly k vytvoření nezávislého albánského státu. Bulharsko trvalo na své územní celistvosti status quo, rozdělené a sdílené "Velkými silami", zastoupené Rakousko-Uherskem a Německem, vedle rusko-turecká válka (1877–1878) v jiných hranicích a na předválečné bulharsko-srbské dohodě. Bulharsko bylo vyprovokováno zákulisními dohodami mezi jeho bývalými spojenci Srbskem a Řeckem o rozdělení kořisti na konci první balkánské války. Bulharsko v té době bojovalo na hlavní thrácké frontě. Začátek druhé balkánské války, když na ně zaútočilo. Srbové a Řekové odrazili jednotlivé útoky a když řecká armáda vpadla do Bulharska spolu s nevyprovokovaným rumunským zásahem do zad, Bulharsko se zhroutilo. Osmanská říše využila příležitosti k dobytí východní Thrákie a vytvořila své nové západní hranice, které dodnes tvoří součást moderního Turecka.
První světová válka vypukla na Balkáně v roce 1914. Členové Mladé Bosny, revoluční organizace s převážně srbskými a projugoslávskými členy, zavraždili rakousko-uherského dědice arcivévodu Františka Ferdinanda d'Este v hlavním městě Bosny a Hercegoviny Sarajevu. To způsobilo válku mezi Rakousko-Uherskem a Srbskem, která – prostřednictvím existujících řetězců aliancí – vedla k první světové válce. Osmanská říše se brzy připojila k Ústředním mocnostem a stala se jednou ze tří říší v této alianci. Příští rok se k ústředním mocnostem připojilo Bulharsko útokem na Srbsko, které rok úspěšně bojovalo s Rakousko-Uherskem na severu. To vedlo k porážce Srbska a zásahu Dohody na Balkáně, která vyslala expediční síly, aby vytvořily novou frontu - třetí frontu války, která se brzy také stala statickou. Účast Řecka ve válce o tři roky později, v roce 1918, na straně Dohody nakonec změnila rovnováhu mezi protivníky, což vedlo ke kolapsu tamní společné německo-bulharské fronty, což způsobilo odchod Bulharska z války, a následně rozpad rakousko-uherské monarchie, který ukončil první světovou válku.
Mezi válkami byl pro zachování geopolitického statusu quo v regionu po skončení 1. světové války smlouvou mezi Řeckem, Rumunskem, Tureckem a Jugoslávií 9. února 1934 podepsán v Athénách Balkánský pakt neboli Balkánská dohoda.
Se začátkem druhé světové války byly všechny balkánské země, s výjimkou Řecka, spojenci nacistického Německa, měly bilaterální vojenské dohody nebo byl součástí osy. Fašistická Itálie rozšířilo válku na Balkáně pomocí své protektorátní Albánie k invazi do Řecka. Po odrazení útoku přešli Řekové do protiútoku, napadli Itálií drženou Albánii a způsobili intervenci nacistického Německa na Balkáně, aby svému pomohlo spojenci. Dny před německou invazí došlo v Bělehradě ke státnímu převratu neutrálním vojenským personálem.
Přestože nová vláda znovu potvrdila svůj záměr splnit své závazky jako člen Osy, Německo s Bulharskem napadlo Řecko i Jugoslávii. Jugoslávie se okamžitě rozpadla, když se ti věrní srbskému králi a chorvatské jednotky vzbouřily. Řecko vzdorovalo, ale po dvou měsících bojů se zhroutilo a bylo obsazeno. Tyto dvě země byly rozděleny mezi tři spojence Osy, Bulharsko, Německo a Itálii, a Nezávislý stát Chorvatsko, loutkový stát Itálie a Německa.
Obyvatelstvo za okupace trpělo značnými útrapami v důsledku represí a hladovění, na které obyvatelstvo reagovalo vytvořením masového hnutí odporu. Spolu s ranou a extrémně silnou zimou toho roku (která způsobila statisíce mrtvých mezi nedostatečně živenou populací) měla německá invaze katastrofální dopady na harmonogram plánované invaze do Ruska a způsobila značné zpoždění, které pak mělo velké následky v průběhu války.
Nakonec na konci roku 1944 sovětské jednotky vstoupili do Rumunska a Bulharska a vytlačili německé síly z Balkánu, který byl z velké části zničený v důsledku válečného vykořisťování.

#### Studená válka
Během studené války byla většina zemí na Balkáně řízena komunistickými vládami. Řecko se stalo prvním bojištěm vznikající studené války. Trumanova doktrína byla odpovědí USA na občanskou válku, která zuřila v letech 1944 až 1949. Tato občanská válka, kterou rozpoutala Komunistická strana Řecka, podporovaná komunistickými dobrovolníky ze sousedních zemí (Albánie, Bulharsko a Jugoslávie), vedla k masivním americké pomoci pro nekomunistickou řeckou vládu. S touto podporou se Řecku podařilo partyzány porazit a nakonec zůstalo s Tureckem jedinou ze dvou jediných nekomunistických zemí v regionu.
Nicméně, přestože byly pod komunistickými vládami, Jugoslávie (1948) a Albánie (1961) se se Sovětským svazem rozešly. Jugoslávie vedená maršálem Josipem Broz Titem (1892–1980) nejprve podporovala, ale pak odmítla myšlenku sloučení s Bulharskem a místo toho usilovala o užší vztahy se Západem, později dokonce spolu s Indií a Egyptem založila Hnutí nezúčastněných zemí. Albánie na druhé straně tíhla ke komunistické Číně a později přijala izolacionistický postoj.
28. února 1953 podepsaly Řecko, Turecko a Jugoslávie v Ankaře Smlouvu o přátelství a spolupráci za účelem vytvoření Balkánského paktu z roku 1953. Cílem smlouvy bylo odradit sovětskou expanzi na Balkáně a případné vytvoření společného vojenského štábu tří zemí. Když byl pakt podepsán, Turecko a Řecko byly členy Severoatlantické aliance (NATO), zatímco Jugoslávie byla nezúčastněným komunistickým státem. Díky Paktu se Jugoslávie mohla nepřímo přidružit k NATO. Ačkoli se plánovalo, že pakt zůstane v platnosti 20 let, v roce 1960 se rozpustil.
Řecko a Turecko jako jediné nekomunistické země byly (a stále jsou) součástí NATO tvořícího jihovýchodní křídlo aliance.

#### Po studené válce
V 90. letech proběhl přechod zemí bývalého východního bloku v regionech k demokratickým společnostem volného trhu pokojně. Zatímco v Jugoslávii vypukly války mezi bývalými jugoslávskými republikami poté, co Slovinsko a Chorvatsko uspořádaly svobodné volby a jejich obyvatelé hlasovali v referendech svých příslušných zemí pro nezávislost. Srbsko zase prohlásilo rozpuštění unie za protiústavní a Jugoslávská lidová armáda se neúspěšně snažila udržet status quo. Slovinsko a Chorvatsko vyhlásily nezávislost 25. června 1991, což vyvolalo chorvatskou válku za nezávislost v Chorvatsku a desetidenní válku ve Slovinsku. Jugoslávské síly se nakonec ze Slovinska stáhly v roce 1991, zatímco válka v Chorvatsku pokračovala až do konce roku 1995. Po těchto dvou následovala Makedonie a později Bosna a Hercegovina, přičemž Bosna byla boji zasažena nejvíce. Války podnítily intervenci OSN a pozemní a vzdušné síly NATO zasáhly proti srbským silám v Bosně a Hercegovině a SR Jugoslávii (tj. Srbsku a Černé Hoře).

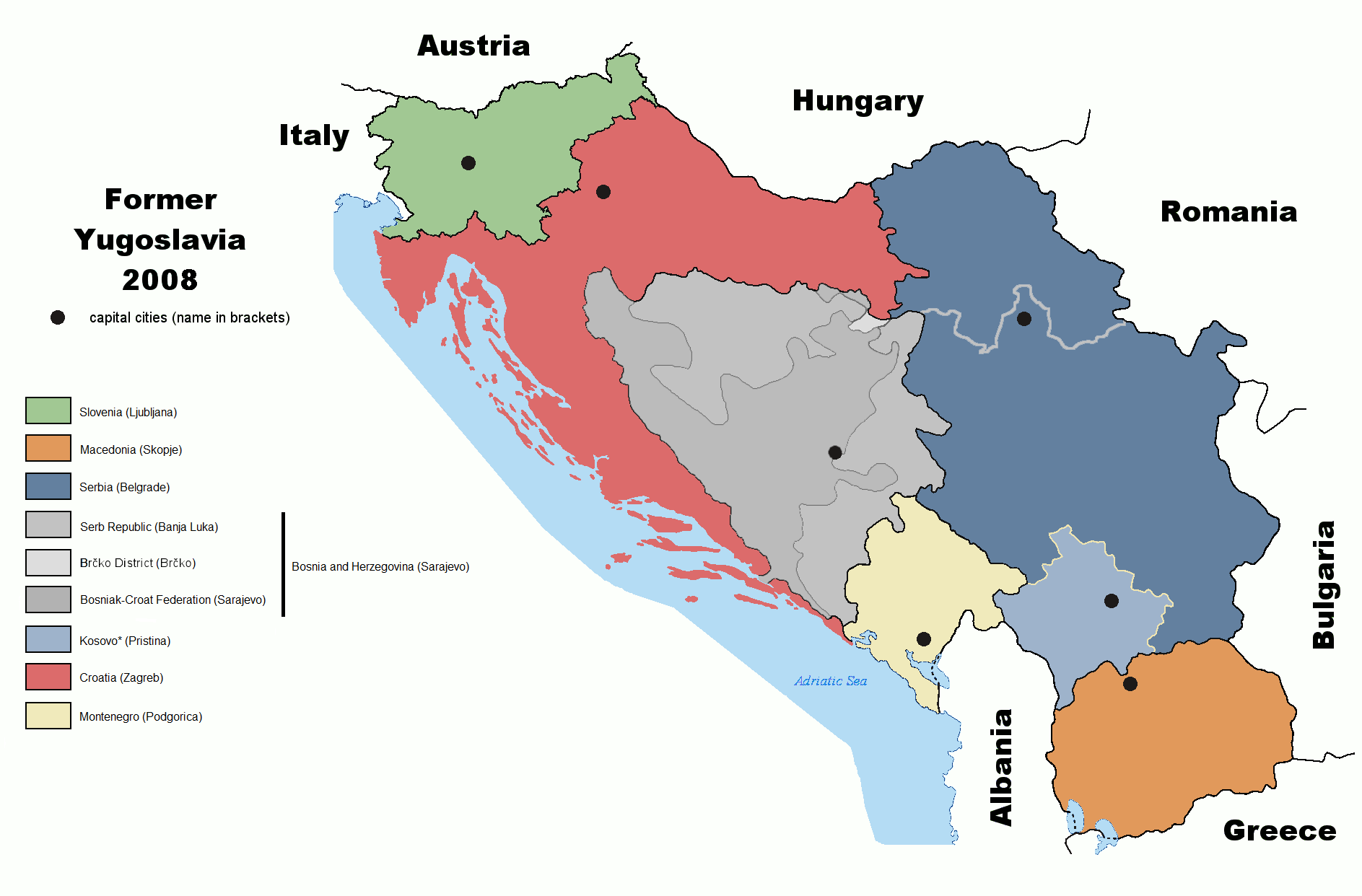
Státní subjekty na území bývalé Jugoslávie, 2008

Od rozpadu Jugoslávie dosáhlo mezinárodně uznávané suverenity šest států: Slovinsko, Chorvatsko, Bosna a Hercegovina, Severní Makedonie, Černá Hora a Srbsko; všichni jsou tradičně zahrnuti na Balkán, což je často kontroverzní záležitost. V roce 2008, pod správou OSN, vyhlásilo nezávislost Kosovo (podle oficiální srbské politiky je Kosovo stále vnitřní autonomní oblastí). V červenci 2010 Mezinárodní soudní dvůr rozhodl, že vyhlášení nezávislosti je legální. Většina členských států OSN Kosovo uznává. Po skončení válek vypukla v Srbsku revoluce a srbský komunistický vůdce Slobodan Milošević (zvolený prezidentem v letech 1989 až 2000) byl svržen a předán k procesu Mezinárodnímu trestnímu tribunálu prov bývalou Jugoslávii. Milošević zemřel na infarkt v roce 2006, než mohl být vynesen rozsudek. V roce 2001 donutilo albánské povstání v Makedonii (Severní Makedonie) zemi dát místní autonomii etnickým Albáncům v oblastech, kde převažují.
S rozpadem Jugoslávie se objevil problém ohledně názvu, pod kterým by (federovaná) republika Makedonie byla mezinárodně uznána. Jako makedonská část Jugoslávie (viz Vardarská Makedonie) měla federativní republika pod jugoslávskou identitou název (socialistická) Republika Makedonie, na které v roce 1991 deklarovala svou suverenitu. Řecko, které má velký homonymní region (viz Makedonie), se postavilo proti použití jména jako označení pro národnost a etnický původ. Spor o název Makedonie byl vyřešen za zprostředkování OSN v rámci prespanské dohody z června 2018, která vedla k přejmenování země na Severní Makedonii v roce 2019.
Balkánské země kontrolují přímé pozemní cesty mezi západní Evropou a jihozápadní Asií (Malá Asie a Střední východ). Od roku 2000 jsou všechny balkánské země přátelské vůči EU a USA.
Řecko je členem Evropské unie od roku 1981, Slovinsko je členem od roku 2004, Bulharsko a Rumunsko jsou členy od roku 2007 a Chorvatsko je členem od roku 2013. V roce 2005 se Evropská unie rozhodla zahájit přístupová jednání s kandidátskými zeměmi; Turecko a Severní Makedonie byly přijaty jako kandidáti na členství v EU. V roce 2012 zahájila Černá Hora přístupová jednání s EU. Od roku 2014 je Albánie oficiálním kandidátem na vstup do EU. V roce 2015 se očekávalo, že Srbsko zahájí přístupová jednání s EU, tento proces se však zastavil kvůli uznání Kosova jako nezávislého státu stávajícími členskými státy EU.
Řecko a Turecko jsou členy NATO od roku 1952. V březnu 2004 se členy NATO staly Bulharsko, Rumunsko a Slovinsko. Od dubna 2009 jsou Albánie a Chorvatsko členy NATO. Černá Hora se připojila v červnu 2017. Posledním členským státem, který se přidal k NATO, byla 27. března 2020 Severní Makedonie.
Téměř všechny ostatní země vyjádřily přání vstoupit do EU, NATO nebo obou někdy v budoucnu.

## Obyvatelstvo
Na Balkáně žije kolem 55 milionů obyvatel, kteří se hlásí k mnoha různým kulturám a mluví mnoha různými jazyky. Region obývají Albánci, Arumuni, Bulhaři, Bosňáci, Chorvati, Gorani, Řekové, Istro-Rumuni, Makedonci, Maďaři, Megleno-Rumuni, Černohorci, Srbové, Slovinci, Rumuni, Turci a další etnické skupiny představující menšiny v určitých zemích jako Romové a Aškalové.
| Stát                | Populace (2023) | Hustota osídlení/km2 (2018) | Střední délka života (2018) |
| ------------------- | --------------- | --------------------------- | --------------------------- |
| Albánie             | 2 761 785       | 100                         | 78,3 let                    |
| Bosna a Hercegovina | 3 502 550       | 69                          | 77,2 let                    |
| Bulharsko           | 6 447 710       | 64                          | 79,9 let                    |
| Chorvatsko          | 3 850 894       | 73                          | 78,2 let                    |
| Řecko               | 10 394 055      | 82                          | 80,1 let                    |
| Kosovo              | 1 798 188       | 165                         | 77,7 let                    |
| Černá Hora          | 616 695         | 45                          | 76,4 let                    |
| Severní Makedonie   | 1 829 954       | 81                          | 76,2 let                    |
| Rumunsko            | 19 051 562      | 82                          | 76,3 let                    |
| Srbsko              | 6 664 449       | 90                          | 76,5 let                    |
| Slovinsko           | 2 116 792       | 102                         | 80,3 let                    |
| Turecko             | 11 929 013[c]   | 101                         | 78,5 let                    |

### Náboženství

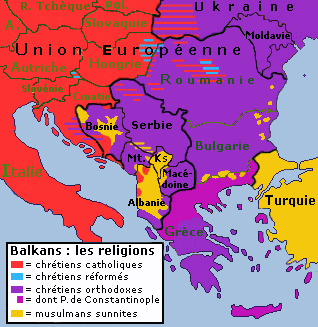
Mapa zobrazující náboženské denominace

Region je místem setkávání ortodoxního křesťanství, islámu a římskokatolického křesťanství. Východní pravoslaví je většinovým náboženstvím jak na Balkánském poloostrově, tak v balkánském regionu. Pravoslavná církev hrála významnou roli v historii a kultuře východní a jihovýchodní Evropy. Jsou praktikovány různé tradice každé víry, přičemž každá z východních ortodoxních zemí má svou vlastní národní církev. Část populace na Balkáně se definuje jako bezbožná.
Islám má významnou historii v regionu, kde muslimové tvoří velké procento populace. Odhad z roku 2013 uvádí celkovou muslimskou populaci na Balkáně na přibližně osm milionů. Islám je největším náboženstvím v zemích jako Albánie, Bosna a Hercegovina a Kosovo s významnými menšinami v Bulharsku, Severní Makedonii a Černé Hoře. Menší populace muslimů se nachází také v Rumunsku, Srbsku a Řecku.
Židovské komunity na Balkáně byly jedny z nejstarších v Evropě a sahají až do starověku. Tyto komunity byly sefardské, s výjimkou Chorvatska a Slovinska, kde židovské komunity tvořili převážně aškenázští Židé. V Bosně a Hercegovině je malá a úzce spjatá židovská komunita z 90 % sefardská a mezi staršími lidmi se stále používá ladino. Na sefardském židovském hřbitově v Sarajevu jsou náhrobky jedinečného tvaru a napsané ve starověkém ladinu. Sefardští Židé bývali hojně zastoupeni v Soluni a v roce 1900 bylo asi 80 000, tedy více než polovina populace, Židé. Židovské komunity na Balkáně během druhé světové války nesmírně utrpěly a drtivá většina byla zabita během holocaustu. Výjimkou byli bulharští Židé, které Boris III poslal do táborů nucených prací místo nacistických koncentračních táborů. Skoro všichni z mála přeživších emigrovali do (tehdy) nově založeného státu Izrael nebo jinam. Téměř žádná balkánská země dnes nemá významnou židovskou menšinu.

### Jazyky

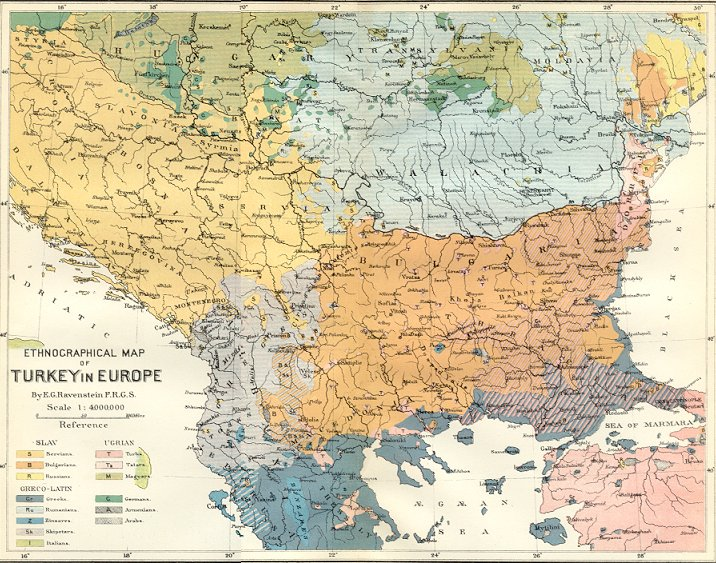
Etnická mapa Balkánu (1880)

Balkán je dodnes velmi rozmanitým etnolingvistickým regionem, který je domovem mnoha slovanských a románských jazyků, stejně jako albánštiny, řečtiny, turečtiny, maďarštiny a dalších. Romsky mluví velká část Romů žijících v balkánských zemích. V průběhu historie v oblasti žilo mnoho dalších etnických skupin s vlastními jazyky, mezi nimi Thrákové, Ilyrové, Římané, Keltové a různé germánské kmeny. Všechny výše uvedené jazyky ze současnosti i z minulosti patří do širší indoevropské jazykové rodiny s výjimkou turkických jazyků (např. turečtina a gagauzština) a maďarštiny.
| Stát                | Nejpoužívanější jazky | Jazykové menšiny                                                                              |
| ------------------- | --------------------- | --------------------------------------------------------------------------------------------- |
| Albánie             | 98 % albánština       | 2 % ostatní                                                                                   |
| Bosna a Hercegovina | 53 % bosenština       | 31 % srbština (úřední), 15 % chorvatština (úřední), 2 % ostatní                               |
| Bulharsko           | 86 % bulharština      | 8 % turečtina, 4 % romština, 1 % ostatní, 1 % nespecifikováno                                 |
| Chorvatsko          | 96 % chorvatština     | 1 % srbština, 3 % ostatní                                                                     |
| Řecko               | 99 % řečtina          | 1 % ostatní                                                                                   |
| Kosovo              | 94 % albánština       | 2 % bosenština, 2 % srbština (úřední), 1 % turečtina, 1 % ostatní                             |
| Černá Hora          | 43 % srbština         | 37 % černohorština (úřední), 5 % albánština, 5 % bosenština, 5 % ostatní, 4 % nespecifikováno |
| Severní Makedonie   | 67 % makedonština     | 25 % albánština (úřední), 4 % turečtina, 2 % romština, 1 % srbština, 2 % ostatní              |
| Rumunsko            | 85 % rumunština       | 6 % maďarština, 1 % romština                                                                  |
| Srbsko              | 88 % srbština         | 3 % maďarština, 2 % bosenština, 1 % romština, 3 % ostatní, 2 % nespecifikováno                |
| Slovinsko           | 91 % slovinština      | 5 % srbochorvatština, 4 % ostatní                                                             |
| Turecko             | 85 % turečtina        | 12 % kurdština, 3 % ostatní a nespecifikováno                                                 |

## Státy

### Geografické rozdělení

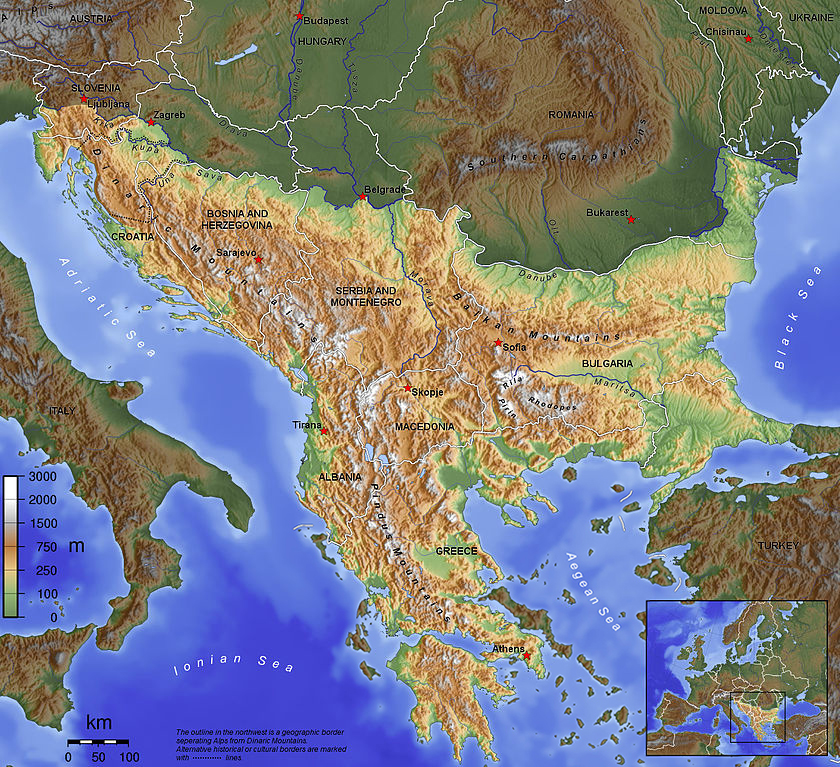
Definice Balkánského poloostrova z roku 1918 převážně podle Jovana Cvijiće se severozápadním vymezením Soča–Vipava–Postojna–Krka–Sáva–Dunaj, tedy hranice mezi Alpami a Dinárskými horami

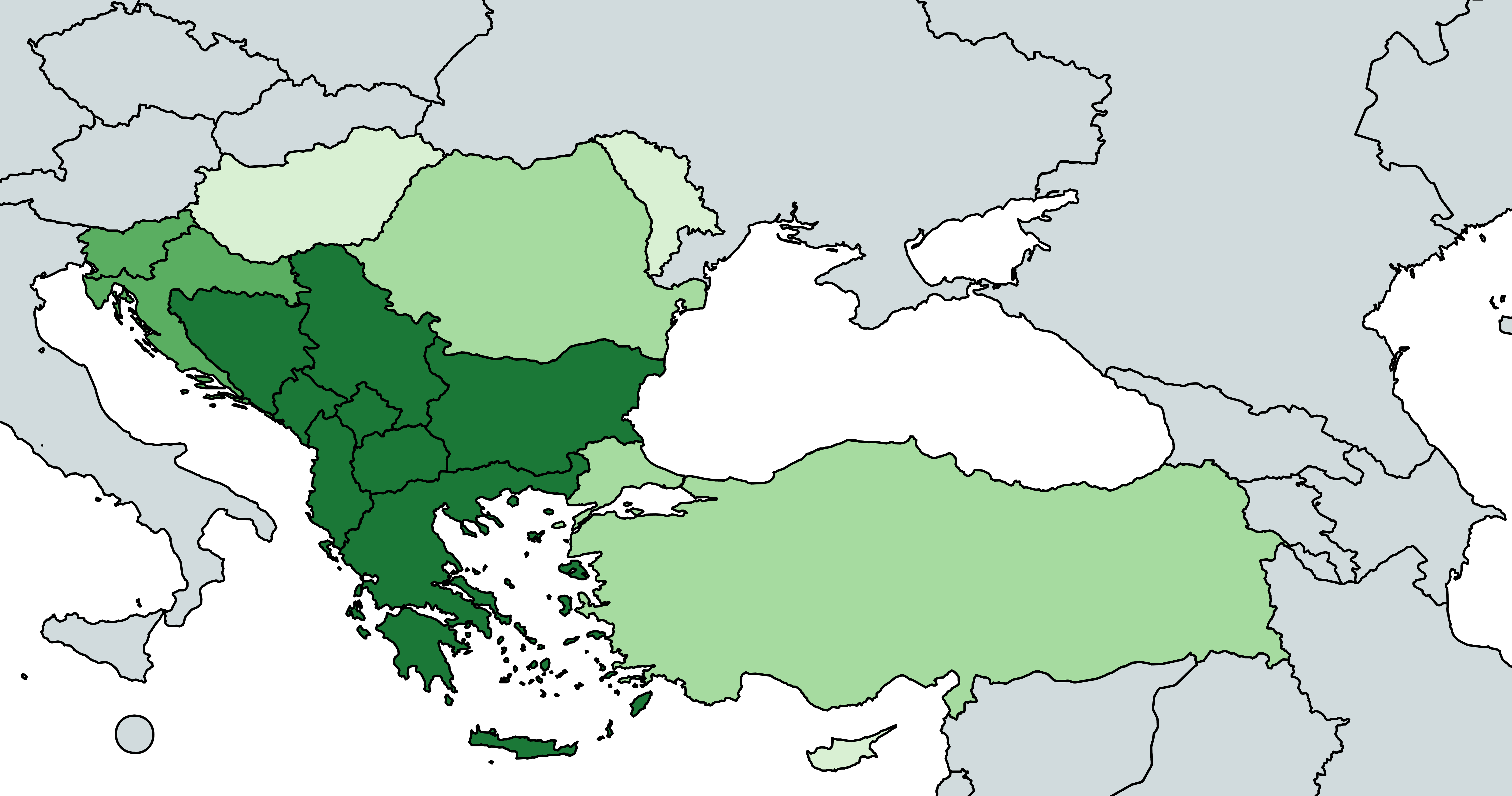
Nejširší definice Balkánu (světlejší odstíny zelené označují země, které jsou zahrnuty méně často)

Země, které celé leží na Balkánském poloostrově:
- Albánie
- Bosna a Hercegovina
- Bulharsko
- Severní Makedonie
- Černá Hora
- Kosovo

Země, které větší částí rozlohy leží na Balkáně:
- Řecko – 84 %
- Srbsko – 74 %

Země, které menší částí rozlohy leží na Balkáně:
- Chorvatsko – 47 %
- Slovinsko – 23 %
- Rumunsko – 9 %
- Turecko – 5 %

Země někdy zahrnuté v regionu z kulturních a historických důvodů:
- Maďarsko
- Moldavsko